# Cystin-Knoten
Der Cystin-Knoten (engl. cystine knot) ist eine Proteinstruktur, die aus drei Disulfidbrücken gebildet wird (d. h. aus drei Paaren von Cystein-Aminosäureresten).
Die Polypeptidkette zwischen zwei dieser Disulfidbrücken bildet einen Ring, durch den die dritte Disulfidbrücke führt (sogenannte Rotaxan-Struktur). Cystin-Knoten kommen in vielen Proteinen vor und stabilisieren die Tertiärstruktur des Proteins. Es werden drei verschiedene Typen von Cystin-Knoten unterschieden, die sich in der Topologie der Disulfidbrücken unterscheiden:
- Wachstumsfaktor-Cystin-Knoten (engl. Growth Factor Cystine Knot, GFCK)
- Inhibitor-Cystin-Knoten (engl. inhibitor cystine knot, ICK), der in Spinnen und Schneckengiften häufig anzutreffen ist
- Zyklischer Cystin-Knoten (engl. cyclic cystine knot oder cyclotide)

Der Wachstumsfaktor-Cystin-Knoten (GFCK) wurde erstmals in der Struktur des Nervenwachstumsfaktors beschrieben, die 1991 durch Kristallstrukturanalyse von Tom Blundell bestimmt wurde. Alle bisher bekannten GFCK-Strukturen sind dimer, aber sie unterscheiden sich in der Art und Weise der Dimerisierung.